# Le Clou (société artistique)
Le Clou est une société de pratique littéraire et artistique française, active entre 1884 et 1912, établie à Nantes.

## Historique
Le Clou est fondé par l'architecte Georges Lafont (1847-1924), dans l'atelier duquel les séances se tiennent, au no 17 de la rue de la Rosière-d'Artois, l'accès s'effectuant dans l'impasse du même nom.
Les membres du Clou sont attachés depuis l'origine au développement de l’énergie électrique. Plusieurs personnalités liées à l’essor de l’électricité à Nantes fréquentent le Clou et y font des conférences régulières sur le sujet.

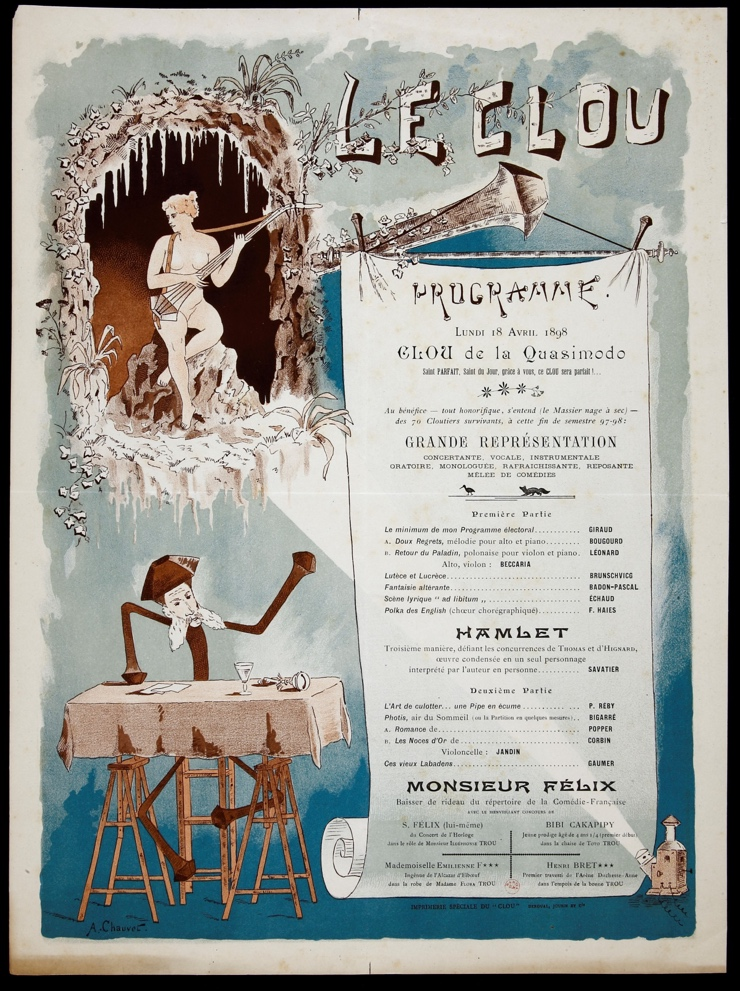
Affiche d'une représentation du 18 avril 1898

Les participants, dont le nombre a varié de 50 en 1884 à 80 en 1903, se réunissaient pour « se retremper librement, sans contrainte d'aucune espèce, dans la pratique des arts et de la vieille gaité française ». Par exemple, le programme du 30 octobre 1903 annonce :
Chacun à son tour parlera

Pendant dix neuf ou vingt minutes

Qu'il choisisse un grand air d'Opéra

Ou joue un petit air de flûte

(...)

Qu'il croque à coup de crayon

Ou bien qu'il nous photographie

Qu'il parle astre, soleil, rayon,

Amour, art ou philosophie
Parmi les membres se trouvaient George, Maurice et Marcel Schwob, Alphonse Lotz-Brissonneau, Jules Grandjouan, Paul-Émile Sarradin, Auguste Pageot, Gabriel Guist'hau.
Parmi les éléments d'archives conservé se trouvent les menus composés à l'occasion de banquet du « Clou ». Ils sont rédigés avec humour, sous diverses formes (manuscrits, poèmes, etc.). Souvent influencées par l'Art déco, ou sous forme de caricature, les illustrations sont de véritables œuvres, dues par exemple à Jules Granjouan, ou aux architectes Ferdinand Ménard et Henri Vié.

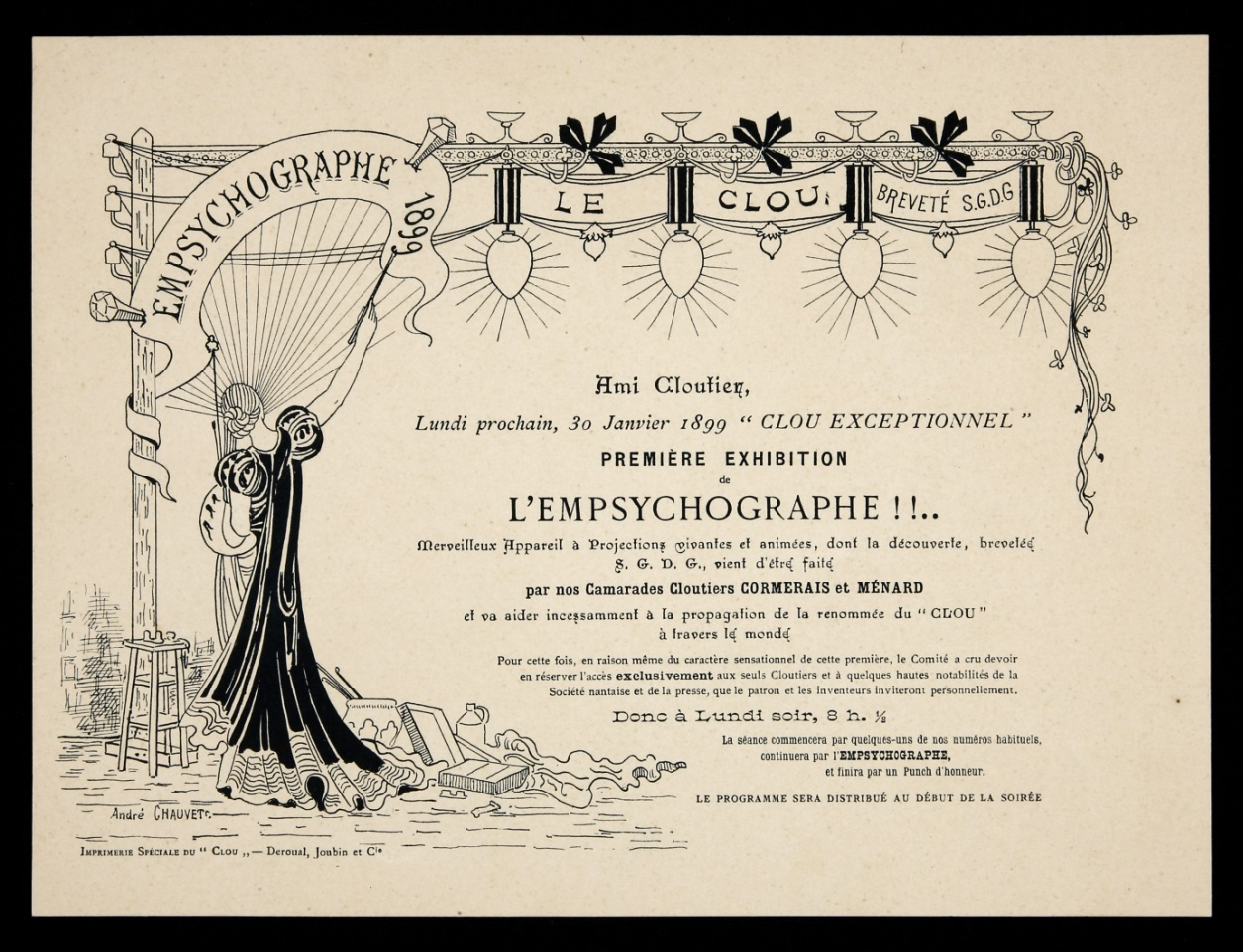
Affiche de l'exhibition de l'empsychographe par Le Clou en 1899

La société Le Clou poursuit ses expériences et cherche à se situer à l’avant-garde dans deux domaines, l’éclairage et les décors. Le 30 janvier 1899, elle présente un spectacle original à l'aide d'un empsychographe, appareil de projection sur un écran de personnages animés réels. Cet appareil relève de la cinématographie mais sans la photographie. Mais après deux représentations en 1899, l'appareil est démonté et n'est plus utilisé.